# Slowo Kirgistana
Slowo Kirgistana (russisch Слово Кыргызстана, deutsch Das Wort von Kirgisistan) ist eine russischsprachige Tageszeitung aus Kirgisistan. Sie gilt als regierungsnah.

## Geschichte
Die Zeitung wurde am 23. März 1925 gegründet und war seitdem die Staatszeitung der Kommunistischen Partei der kirgisischen SSR, ähnlich wie die Prawda. Nach der Unabhängigkeit des Landes wurde auch die Zeitung unabhängig veröffentlicht. Bei ihrer Gründung hieß die Zeitung Batraskaja Prawda, noch im selben Jahr wurde sie in Krestianny Put umbenannt, 2 Jahre später hieß sie dann Sowjetskaja Kirgisija (Sowjetunisches Kirgisien). Die höchste Auflagenzahl betrug 123.000, die Zeitung war die wichtigste Zeitung der Sowjetrepublik. Nach dem Zusammenbruch der Sowjetunion wurde sie in Slowo Kirgistana umbenannt.